# 褐脸雀鹛
褐脸雀鹛（学名：Alcippe poioicephala），是雀眉科雀鹛属的一种，分布于缅甸、孟加拉国、老挝、中国大陆、越南、印度和泰国。该物种的保护状况被评为无危。
褐脸雀鹛的平均体重约为19.4克。栖息地包括亚热带或热带的湿润低地林、亚热带或热带的旱林、亚热带或热带的高海拔疏灌丛、亚热带或热带的（低地）湿润疏灌丛和亚热带或热带的湿润山地林。该物种的模式产地在印度Nilgiris。

## 亚种
- 褐脸雀鹛滇南亚种（学名：Alcippe poioicephala alearis）。分布于老挝、越南、泰国以及中国大陆的云南等地。该物种的模式产地在越南北部Muongoun。[2]
- 褐脸雀鹛滇西亚种（学名：Alcippe poioicephala haringtoniae）。分布于缅甸、泰国以及中国大陆的云南等地。该物种的模式产地在缅甸八莫。[3]